# Парето-Принт
Издательско-полиграфический комплекс «Парето-Принт» / ООО «ИПК „Парето-Принт“» — книжный издательско-полиграфический комплекс, расположенный в Тверской области. Считается одним из самых высокотехнологичных и экологически безопасных полиграфических предприятий, построенных в России за последние 20 лет.

## О компании
Была построена и введена в эксплуатацию в августе 2009 года, её основная продукция — цветные книги и брошюры, годовой объём выпуска которых составляет около 8 % российского книжного рынка. Среди партнеров компании такие издательства, как «BBPG», «Азбука-Аттикус», «Аврора», «Альпина Паблишер», «Амфора», «АСТ», «Белый город», «БММ», «Весь», «Вокруг света», «Вече», «Пан пресс», «Росмэн», «Слово», «Эгмонт-Россия», «Эксмо» и др.
Леонид Парфёнов, российский журналист, телеведущий, автор популярных проектов «Намедни» и «Российская империя»:
Наконец-то в России появилась новейшая… типография, в которой могут справиться с нашим проектом. Раньше «Намедни» печатали только в Европе..

## История создания
Автором идеи создания полиграфического комплекса выступил российский финансист и предприниматель Александр Мамут. Возглавил и реализовал проект с нуля Павел Арсеньев, нынешний генеральный директор «Парето-Принт». Перед разработчиками проекта стояла задача — построить в центральной части России современный издательско-полиграфический комплекс, способный выпускать книжную продукцию на уровне лучших европейских типографий. Этот проект, по замыслу его идеологов, позволит российским издательствам вернуть заказы из Европы на внутренний рынок.
- 2007 год — основана компания ЗАО «Полиграфический комплекс „Парето-Принт“» для проектирования, строительства, запуска и последующей эксплуатации одноимённой типографии[4].
- 2008 год (июль) — МДМ-банк предоставил компании кредит для строительства типографии и закупки технологического оборудования. В общей сложности инвестиции в строительство и оснащение типографии составили 2,8 млрд рублей.
- 2009 год (август) — запущен производственный процесс — печать цветных книг и брошюр. В одной из публикаций газеты «Коммерсантъ» типография «Парето-Принт» названа самым масштабным проектом в отечественной книжной полиграфии с начала 1990-х годов.
- 2010 год — Ассоциация менеджеров России и Тверской деловой клуб отметили генерального директора компании как человека, внесшего весомый вклад в развитие экономики Тверского региона — Павел Арсеньев был награждён премией «Бизнес-лидер Тверской области-2010»[5].

## Интеграция в региональную экономику
Соглашение о сотрудничестве между администрацией Тверской области и компанией «Издательско-полиграфический комплекс „Парето-принт“» было подписано в июне 2008 года. Новое производство обеспечило Тверской области порядка 500 новых рабочих мест, что помогло частично решить проблему оттока квалифицированных кадров из данного региона в Москву. После выхода предприятия на проектную мощность налоговые поступления в консолидированный бюджет Тверской области составят около 180 млн рублей ежегодно.

## Техническое оснащение и производительность
Практически с самого начала в проекте участвуют партнеры компании «Парето-Принт» из числа ведущих европейских производителей полиграфического оборудования. Типография оснащена машинами листовой печати Manroland, фальцевальными аппаратами МВО, переплетным оборудованием Muller-Martini, CtP Кодак, рулонными печатными машинами Рыбинского завода (компания Литэкс), ниткошвейными линиями Meccanotecnica, системами удаления бумажных отходов Hunkeier. В июле 2009 года было запущено пять листовых печатных машин: три Roland 904, Roland 705LV, Roland 702 и две машины ролевой печати 1+1 или 2+2 — Книга-70 и Книга-84. Оборудование ПК позволяет выпускать книги разных форматов, включая книги в твердом переплете и бесшвейном скреплении, а также брошюры с разнообразной отделкой блока и переплетной крышки, книги альбомного и нестандартного форматов.
Сергей Пархоменко, издатель, журналист, политический обозреватель:
В «Парето-Принт» подобран совершенно роскошный комплект оборудования — и печатного, и переплетного. И практически все новое, с иголочки. Вообще, типография замечательная, трудно было поверить, что в нынешних условиях кто-то способен такое осилить..
Майя Пешкова, обозреватель радиостанции «Эхо Москвы» (эфир программы «Книжное казино»):
Парето-Принт» — это новая типография, расположена она в Твери. Очень хорошее качество печати, нужно сказать. И я думаю, что это — типография будущего..

## Любопытные факты
- 2009 г. — типография «Парето-Принт» представила самую большую книгу на XXII Московской международной книжной выставке-ярмарке более чем среди 180 тысяч изданий[9].
- 2010 г. — фотоальбом Джеймса Хилла «День победы», отпечатанный в типографии «Парето-Принт»[1], получил статуэтку «Идущий с книгой» на ежегодном национальном конкурсе «Книга года» (в рамках Московской международной книжной выставки-ярмарки). Фотоальбом признан лучшим изданием в номинации «Поклонимся великим тем годам».